# Hyphear grewinkii
Hyphear grewinkii är en tvåhjärtbladig växtart som beskrevs av Danser. Hyphear grewinkii ingår i släktet Hyphear och familjen Loranthaceae. Inga underarter finns listade i Catalogue of Life.